# Wilhelm-Münker-Weg
Der Wilhelm-Münker-Weg ist ein Hauptwanderweg des Sauerländischen Gebirgsvereins und besitzt wie auch all die anderen Hauptwanderstrecken als Wegzeichen das weiße Andreaskreuz X, an Kreuzungspunkten um die Zahl 10 erweitert.
Der 94 km lange Weg beginnt in Warstein und führt über Nuttlar, Bödefeld, Hunau, Schmallenberg und den Rhein-Weser-Turm bis nach Hilchenbach, dem Geburtsort von Wilhelm Münker. Der Naturschützer war Mitbegründer des Deutschen Jugendherbergswerks und der Schutzgemeinschaft Deutscher Wald.